# Karl Denke
Karl Denke (ur. 11 lutego 1860 w Kalinowicach Górnych, zm. 22 grudnia 1924 w Ziębicach) – niemiecki seryjny morderca i kanibal.

## Życiorys
Urodził się w Kalinowicach Górnych w rodzinie rolniczej jako młodszy z dwóch synów. W szkole był jednym z gorszych uczniów, już jako małe dziecko był uznawany za opóźnionego w rozwoju. Wielokrotnie uciekał z domu. Gospodarstwo rodziców przejął jego starszy brat. On sam za pieniądze z ojcowizny kupił własną ziemię. Przeprowadził się do Ziębic (wtedy Münsterberg). Tam opinia o nim uległa zmianie. Pozostali mieszkańcy uważali go za człowieka spokojnego, uczynnego i pobożnego. Był typem samotnika. Stronił od papierosów, alkoholu i kobiet, przez co krążyły o nim plotki, że jest homoseksualistą. W ich mniemaniu potwierdzić to miała propozycja noclegu, jaką złożył w 1920 r. działaczowi Niezależnej Socjaldemokratycznej Partii Niemiec Maxowi Gruschwitzowi. Ten jednak nie skorzystał z zaproszenia. Dzięki otrzymaniu pozwolenia na handel domokrążny utrzymywał się ze sprzedaży hodowanych przez siebie płodów rolnych w przydomowym ogródku, stąd otrzymał przezwisko „rabarbarowego króla” (niem. Rhabarberkönig), skórzanych wyrobów galanteryjnych (szelki, paski, sznurowadła) oraz mięsa opisywanego jako „peklowana wieprzowina bez skóry”. W wyniku kryzysu szalejącego po I wojnie światowej sprzedał swój dom przy ul. Stawowej 10. Jednak jego warunki mieszkaniowe nie uległy zmianie. W dalszym ciągu przebywał w swoim mieszkaniu na parterze po prawej stronie. Jeszcze przed wojną wynajmował resztę swojego gospodarstwa. W pomieszczeniach na parterze po lewej stronie mieszkał nauczyciel Voigt, a piętro zajmował kupiec Gabriel wraz z rodziną.

## Zbrodnie
Popełniane przez niego zbrodnie wyszły na jaw pod koniec 1924 r., kiedy do Ziębic przybył parający się żebractwem bezrobotny stolarz Vincenz Olivier. 21 grudnia trafił do domu na ul. Stawowej 10 gdzie Denke zaoferował mu 20 fenigów w zamian za napisanie świątecznego listu do starszego brata. Vincenz zabrał się do pisania treści, którą dyktował mu pracodawca. Na dźwięk słów „Adolf ty tłusty bebechu” roześmiał się i odwrócił w stronę Karla, akurat w momencie, gdy ten zamierzał zadać cios motyką. Reakcja stolarza na tyle go zaskoczyła, że nieskutecznie zadał cios. Wywiązała się szarpanina, Vincenzowi udało się wydostać z domu i zawołać pomoc. Gdy zaalarmowani krzykiem sąsiedzi przybiegli na miejsce, Denke tłumaczył, że to on jest ofiarą, a Vincenz Oliver próbował go obrabować. Zakrwawiony Vincenz poszedł ze skargą na policję. Jako że Karl Denke był szanowanym członkiem lokalnej społeczność, policjanci początkowo nie dali wiary zeznaniom poszkodowanego. Jednak lekarz, opatrujący jego obrażenia potwierdził, że zadane mu rany są poważne. Policja tego samego dnia aresztowała Karla. Jeszcze zanim dokonano makabrycznego odkrycia w domu przy ul. Stawowej 10, Denke 21 grudnia 1924 około godziny 21 powiesił się w celi na apaszce. Jak tłumaczy dr Lucyna Biały: „Dziś może się to wydawać nieprawdopodobne, ale powiesił się na apaszce. To nie była taka apaszka jakie mamy dziś, ale porządna wykonana z lnu. Miała pół na pół metra więc było się na czym wieszać”. Policja do domu samobójcy weszła dopiero w Wigilię, po apelu rodziny zmarłego o zabezpieczenie majątku.
Wtedy na jaw wyszła szokująca prawda, czym naprawdę zajmował się jego mieszkaniec. Odnaleziono wiele naczyń z peklowanym mięsem, aparaturę do produkcji mydła, a przy niej kości ludzkie, galanterię skórzaną, której surowiec także był ludzkiego pochodzenia, kolekcję 420 zębów oraz dokumenty należące do pięciu różnych osób, np. kartę zwolnienia z więzienia, wypis ze szpitala czy książeczkę wydaną przez katolicki związek rzemieślniczy. To, że odnalezione mięso, kości i galanteria rzeczywiście były pochodzenia ludzkiego potwierdziły badania przeprowadzone przez chemików sądowych. Przesłuchani sąsiedzi zeznali, że nie mieli żadnych podejrzeń co do swojego sąsiada. I choć, słyszeli dobiegające z jego mieszkania odgłosy rąbania i widzieli krew, byli przekonani, że zabija on bezpańskie psy, które później przerabiał na sprzedawane w słoikach mięso. Karla Denke pochowano 31 grudnia 1924 r. na cmentarzu w Ziębicach, co wywołało oburzenie mieszkańców. Nie chcieli oni mieć nic do czynienia z byłym członkiem ich społeczności.

## Ofiary
Ofiarami Karla Denke były osoby z najniższych warstw społecznych, przede wszystkim włóczędzy i żebracy. Wynajdywał ich głównie na dworcu kolejowym i sprowadzał do siebie do domu pod pretekstem udzielenia pomocy. Udało się zidentyfikować 20 zamordowanych:
- Heinrich Bruchmann, stolarz
- Franz Neiss, robotnik na dniówki
- Johann Klose, krawiec
- Robert Lorenz, rzeźnik
- Ewald König, krawiec
- Paul Lux, robotnik
- Johann Gröger, krawiec
- Emil Exner, rolnik
- Josef Nierlich, tkacz
- Hermann Müller, ślusarz
- Oskar Heinzel, robotnik
- Julius Busch, piekarz
- Wilhelm Rathmann, robotnik
- Karl Becker, malarz
- Hermann Kuschinke, ogrodnik
- Adolf Salisch, cukiernik
- Karl Seidel, rolnik
- Friedrich Lazina, piekarz
- Max Heidenreich, kowal
- Kaspar Hubalek, robotnik.

Bezsprzecznie lista jego ofiar obejmuje więcej nazwisk, być może nawet 40. Chociaż na liście osób zidentyfikowanych znajdują się sami mężczyźni, najprawdopodobniej mordował także kobiety.

## Skutki
Po odkryciu morderstw w okolicy wybuchła panika. Splajtowała miejscowa wytwórnia konserw Seidla, gdyż uważano, że kupowała mięso od Denkego. Ludzie przez kilka miesięcy nie jedli wędlin. Miasto musiało też przez jakiś czas korzystać z dostaw wody w beczkowozach, ponieważ mieszkańcy nie chcieli pić miejscowej, sądząc, że źródła zostały zanieczyszczone przez zwłoki, które Denke zakopywał w ogródku. Na terenie dawnego domu Karla Denkego jeszcze w latach 70. znajdowano ludzkie szczątki. Sprawę postanowiono wyciszyć, w czym pomógł brak procesu mordercy. W związku z jego samobójstwem niemożliwe było przeprowadzenie rozprawy sądowej, a co za tym idzie zamieszczanie z niej rozległych opisów w prasie, które zawsze cieszyły się popularnością. Sprawę udało się zatuszować na tyle skutecznie, że Karl Denke nie był nawet wspominany w pitawalach czy leksykonach zabójców.

## Kontrowersje
Dziś w powszechnej świadomości Karl Denke uważany jest za kanibala. Mimo że bezsprzecznie handlował, to nie ma jednak dowodów na to, iż w rzeczywistości spożywał przygotowywane przez siebie wyroby mięsne. Pamiętać należy, że głównego zainteresowanego nigdy nie udało się w tej sprawie przesłuchać. I chociaż raport medyków sądowych z 1926 r. ujawnia, że w mieszkaniu masowego mordercy odnaleziono garnek z połową porcji mięsa, przez co ówcześni śledczy uważali, że drugą połowę musiał zjeść na krótko przed aresztowaniem, to dr Lucyna Biały zwraca uwagę, że nikt nie zbadał treści żołądkowych Denkego.

## Sprawa współcześnie
Jako pierwsza postanowiła odtworzyć jego historię dr Lucyna Biały z Uniwersytetu Wrocławskiego. Możliwe to było dzięki artykułom w ówczesnej prasie śląskiej. Pierwsza wzmianka o zbrodniach Denke ukazała się w gazecie „Frankenstein-Münsterberger Zeitung” 25 grudnia 1924 r. 3 dni później historię opisała miejscowa gazeta „Münsterberger Zeitung”. Wychodziła ona trzy razy w tygodniu, stąd wynika opóźnienie w czasie między obiema publikacjami. Niestety, współcześni właściciele domu przy ulicy Stawowej nie wyrażają zgody na przeprowadzenie prac archeologicznych na terenie ich posiadłości. Zdaniem profesora Macieja Trzcińskiego z Katedry Kryminalistyki Uniwersytetu Wrocławskiego: „Na terenie domu nigdy nie prowadzono badań archeologicznych, nie przeszukano ziemi ani sąsiadującego z posesją stawu. A tam prawdopodobnie ukrywał swoje ofiary, a raczej to, co z nich zostało. Zdobycze techniki pozwoliłyby nam odnaleźć ich szczątki, zbadać ich DNA i być może dowiedzielibyśmy się, kim byli. Na razie jednak rodzina, do której należy dom, gdzie mieszkał Karl Denke, nie chce się zgodzić na badania. Szkoda, bo to jest niedopowiedziana historia. Nie wiemy do końca, jak i dlaczego Denke zabijał. Nie wiadomo też, gdzie ukrył swoje pozostałe ofiary i ile ich w rzeczywistości było. Nie znaleziono przecież ani jednej czaszki jego ofiar. Tych odpowiedzi nie znajdziemy w archiwach. One są tam, na miejscu, gdzie Denke zabijał. To wszystko jeszcze czeka na odkrycie.”.

## Wpływ kulturowy
- 2012: utwór Denkelied (z albumu Ave Maria) niemieckiego zespołu OST+FRONT nawiązuje do sprawy Karla Denke[potrzebny przypis].
- 2012: wrocławski zespół O.D.R.A nagrał utwór Karl Denke Blües[14], znajdujący się na albumie o tym samym tytule.
- 2016: trójmiejski zespół Super Potwór nagrał utwór Karl Denke[15].
- 2016: fabuła trzeciego odcinka polskiego serialu Komisja morderstw nawiązuje do sprawy Karla Denke (akcja przeniesiona została do Ząbkowic Śląskich w 1945).
- 2017: fabuła szóstego odcinka polskiego serialu Belle Epoque nawiązuje do sprawy Karla Denke (akcja przeniesiona została do Krakowa w 1908).
- 2017: w pierwszym odcinku drugiej serii polskiego serialu Belfer jedna z bohaterek opowiada o Karlu Denke, pokazując miejsce we Wrocławiu, w którym handlował ludzkim mięsem.
- 2018: utwór „Teatr Anatomiczny” autorstwa Wojciecha Zawadzkiego aka Słoń który w 2 zwrotce nawiązuje do Karla Denke.
- 2020: książka „Chodź ze mną” autorstwa Konrada Możdżenia opiera fabułę na historii Karla Denke. Rozszerzona o fikcyjne dzienniki Denke[16].